# Ciclismo ai Giochi della XVII Olimpiade - Velocità
La prova della velocità di ciclismo su pista dei Giochi della XVII Olimpiade si è svolta dal 26 al 29 agosto 1960 al  Velodromo Olimpico di Roma, in Italia.

## Programma
| Data           | Round                  |
| -------------- | ---------------------- |
| 26 agosto 1960 | Primo turno            |
| 26 agosto 1960 | Recuperi primo turno   |
| 26 agosto 1960 | Secondo turno          |
| 26 agosto 1960 | Recuperi secondo turno |
| 27 agosto 1960 | Quarti di finale       |
| 29 agosto 1960 | Semifinali             |
| 29 agosto 1960 | Finali                 |

## Risultati

### Primo turno
| Serie | Pos. | Atleta               | Nazione           | Tempo | Note |
| ----- | ---- | -------------------- | ----------------- | ----- | ---- |
| 1     | 1    | Sante Gaiardoni      | Italia            | 11"7  | Q    |
| 1     | 2    | Clyde Rimple         | Indie Occidentali |       |      |
| 2     | 1    | Ronald Baensch       | Australia         | 11"7  | Q    |
| 3     | 1    | Leo Sterckx          | Belgio            | 11"4  | Q    |
| 3     | 2    | Anésio Argenton      | Brasile           |       |      |
| 4     | 1    | Mario Vanegas        | Colombia          | 12"4  | Q    |
| 4     | 2    | Karl Barton          | Gran Bretagna     |       |      |
| 5     | 1    | Valentino Gasparella | Italia            | 11"7  | Q    |
| 5     | 2    | José Errandonea      | Spagna            |       |      |
| 5     | 3    | Martin McKay         | Irlanda           |       |      |
| 6     | 1    | Günter Kaslowski     | Germania          | 12"0  | Q    |
| 6     | 2    | Gilbert De Rieck     | Belgio            |       |      |
| 6     | 3    | Cenobio Ruiz         | Messico           |       |      |
| 7     | 1    | André Gruchet        | Francia           | 11"6  | Q    |
| 7     | 2    | Herbert Francis      | Stati Uniti       |       |      |
| 7     | 3    | Muhammad Ashiq       | Pakistan          |       |      |
| 8     | 1    | Kurt Rechsteiner     | Svizzera          | 11"7  | Q    |
| 8     | 2    | Luis Muciño          | Messico           |       |      |
| 8     | 3    | Abdul Razzaq Baloch  | Pakistan          |       |      |
| 9     | 1    | Lloyd Binch          | Gran Bretagna     | 12"0  | Q    |
| 9     | 2    | Imants Bodnieks      | Unione Sovietica  |       |      |
| 9     | 3    | Pieter van der Touw  | Paesi Bassi       |       |      |
| 10    | 1    | Boris Vasilyev       | Unione Sovietica  | 11"8  | Q    |
| 10    | 2    | Francisco Tortellá   | Spagna            |       |      |
| 10    | 3    | Michael Horgan       | Irlanda           |       |      |
| 11    | 1    | Antoine Pellegrina   | Francia           | 12"4  | Q    |
| 11    | 2    | Arie de Graaf        | Paesi Bassi       |       |      |
| 12    | 1    | August Rieke         | Germania          | 11"9  | Q    |
| 12    | 2    | Jackie Simes         | Stati Uniti       |       |      |
| 12    | 3    | Paul Nyman           | Finlandia         |       |      |

### Recuperi primo turno
| Serie | Pos. | Atleta              | Nazione           | Tempo | Note |
| ----- | ---- | ------------------- | ----------------- | ----- | ---- |
| 1     | 1    | Anésio Argenton     | Brasile           | 12"3  | Q    |
| 1     | 2    | Karl Barton         | Gran Bretagna     |       |      |
| 2     | 1    | Cenobio Ruiz        | Messico           | 12"4  | Q    |
| 2     | 2    | Martin McKay        | Irlanda           |       |      |
| 3     | 1    | Gilbert De Rieck    | Belgio            | 12"4  | Q    |
| 3     | 2    | José Errandonea     | Spagna            |       |      |
| 4     | 1    | Herbert Francis     | Stati Uniti       | 12"1  | Q    |
| 4     | 2    | Abdul Razzaq Baloch | Pakistan          |       |      |
| 5     | 1    | Luis Muciño         | Messico           | 12"8  | Q    |
| 5     | 2    | Muhammad Ashiq      | Pakistan          |       |      |
| 6     | 1    | Imants Bodnieks     | Unione Sovietica  | 11"7  | Q    |
| 6     | 2    | Michael Horgan      | Irlanda           |       |      |
| 7     | 1    | Pieter van der Touw | Paesi Bassi       | 12"1  | Q    |
| 7     | 2    | Francisco Tortellá  | Spagna            |       |      |
| 8     | 1    | Arie de Graaf       | Paesi Bassi       | 11"6  | Q    |
| 8     | 2    | Jackie Simes        | Stati Uniti       |       |      |
| 9     | 1    | Clyde Rimple        | Indie Occidentali | 12"5  | Q    |
| 9     | 2    | Paul Nyman          | Finlandia         |       |      |

#### Finali recuperi
| Serie | Pos. | Atleta              | Nazione           | Tempo | Note |
| ----- | ---- | ------------------- | ----------------- | ----- | ---- |
| 1     | 1    | Arie de Graaf       | Paesi Bassi       | 11"8  | Q    |
| 1     | 2    | Gilbert De Rieck    | Belgio            |       | Q    |
| 1     | 3    | Cenobio Ruiz        | Messico           |       |      |
| 2     | 1    | Imants Bodnieks     | Unione Sovietica  | 12"5  | Q    |
| 2     | 2    | Anésio Argenton     | Brasile           |       | Q    |
| 2     | 3    | Luis Muciño         | Messico           |       |      |
| 3     | 1    | Pieter van der Touw | Paesi Bassi       | 11"9  | Q    |
| 3     | 2    | Clyde Rimple        | Indie Occidentali |       | Q    |
| 3     | 3    | Herbert Francis     | Stati Uniti       |       |      |

### Secondo turno
| Serie | Pos. | Atleta               | Nazione           | Tempo | Note |
| ----- | ---- | -------------------- | ----------------- | ----- | ---- |
| 1     | 1    | August Rieke         | Germania          | 11"7  | Q    |
| 1     | 2    | Pieter van der Touw  | Paesi Bassi       |       |      |
| 1     | 3    | Boris Vasilyev       | Unione Sovietica  |       |      |
| 2     | 1    | Antoine Pellegrina   | Francia           | 11"6  | Q    |
| 2     | 2    | Kurt Rechsteiner     | Svizzera          |       |      |
| 2     | 3    | Gilbert De Rieck     | Belgio            |       |      |
| 3     | 1    | Lloyd Binch          | Gran Bretagna     | 11"7  | Q    |
| 3     | 2    | André Gruchet        | Francia           |       |      |
| 3     | 3    | Clyde Rimple         | Indie Occidentali |       |      |
| 4     | 1    | Anésio Argenton      | Brasile           | 11"4  | Q    |
| 4     | 2    | Ronald Baensch       | Australia         |       |      |
| 4     | 3    | Valentino Gasparella | Italia            |       |      |
| 5     | 1    | Leo Sterckx          | Belgio            | 11"3  | Q    |
| 5     | 2    | Arie de Graaf        | Paesi Bassi       |       |      |
| 5     | 3    | Mario Vanegas        | Colombia          |       |      |
| 6     | 1    | Sante Gaiardoni      | Italia            | 12"0  | Q    |
| 6     | 2    | Imants Bodnieks      | Unione Sovietica  |       |      |
| 6     | 3    | Günter Kaslowski     | Germania          |       |      |

### Recuperi secondo turno
| Serie | Pos. | Atleta               | Nazione           | Tempo | Note |
| ----- | ---- | -------------------- | ----------------- | ----- | ---- |
| 1     | 1    | Mario Vanegas        | Colombia          | 11"8  | Q    |
| 1     | 2    | André Gruchet        | Francia           |       |      |
| 1     | 3    | Arie de Graaf        | Paesi Bassi       |       |      |
| 2     | 1    | Valentino Gasparella | Italia            | 11"6  | Q    |
| 2     | 2    | Clyde Rimple         | Indie Occidentali |       |      |
| 2     | 3    | Boris Vasilyev       | Unione Sovietica  |       |      |
| 3     | 1    | Kurt Rechsteiner     | Svizzera          | 11"5  | Q    |
| 3     | 2    | Günter Kaslowski     | Germania          |       |      |
| 3     | 3    | Gilbert De Rieck     | Belgio            |       |      |
| 4     | 1    | Ronald Baensch       | Australia         | 12"1  | Q    |
| 4     | 2    | Pieter van der Touw  | Paesi Bassi       |       |      |
| 4     | 3    | Imants Bodnieks      | Unione Sovietica  |       |      |

#### Finali recuperi
| Serie | Pos. | Atleta               | Nazione   | Tempo | Note |
| ----- | ---- | -------------------- | --------- | ----- | ---- |
| 1     | 1    | Valentino Gasparella | Italia    | 11"4  | Q    |
| 1     | 2    | Mario Vanegas        | Colombia  |       |      |
| 2     | 1    | Ronald Baensch       | Australia | 11"6  | Q    |
| 2     | 2    | Kurt Rechsteiner     | Svizzera  |       |      |

### Quarti di finale
| Serie | Pos. | Atleta               | Nazione       | 1ª Prova | 2ª Prova | Note |
| ----- | ---- | -------------------- | ------------- | -------- | -------- | ---- |
| 1     | 1    | Valentino Gasparella | Italia        | 12"0     | 11"7     | Q    |
| 1     | 2    | Antoine Pellegrina   | Francia       |          |          |      |
| 2     | 1    | Ronald Baensch       | Australia     | 12"2     | 12"0     | Q    |
| 2     | 2    | August Rieke         | Germania      |          |          |      |
| 3     | 1    | Leo Sterckx          | Belgio        | 11"9     | 11"7     | Q    |
| 3     | 2    | Lloyd Binch          | Gran Bretagna |          |          |      |
| 4     | 1    | Sante Gaiardoni      | Italia        | 11"6     | 11"3     | Q    |
| 4     | 2    | Anésio Argenton      | Brasile       |          |          |      |

### Semifinali
| Serie | Pos. | Atleta               | Nazione   | 1ª Prova | 2ª Prova | 3ª Prova | Note |
| ----- | ---- | -------------------- | --------- | -------- | -------- | -------- | ---- |
| 1     | 1    | Leo Sterckx          | Belgio    |          | 11"3     | 11"5     | Q    |
| 1     | 2    | Valentino Gasparella | Italia    | 11"1     |          |          |      |
| 2     | 1    | Sante Gaiardoni      | Italia    | 11"6     | 11"8     |          | Q    |
| 2     | 2    | Ronald Baensch       | Australia |          |          |          |      |

### Finali
| Serie   | Pos.    | Atleta               | Nazione   | 1ª manche | 2ª manche |
| ------- | ------- | -------------------- | --------- | --------- | --------- |
| 1º & 2º | Oro     | Sante Gaiardoni      | Italia    | 11"1      | 11"5      |
| 1º & 2º | Argento | Leo Sterckx          | Belgio    |           |           |
| 3º & 4º | Bronzo  | Valentino Gasparella | Italia    | 12"2      | 12"0      |
| 3º & 4º | 4       | Ronald Baensch       | Australia |           |           |